# Sanda Toma
Sanda Toma (Periş, Ilfov, 17 de março de 1970) é uma ex-canoísta de velocidade romena na modalidade de canoagem.

## Carreira
Foi vencedora da medalha de bronze em K-4 500 m em Sydney 2000, junto com as suas colegas de equipa Mariana Limbău, Elena Radu, Raluca Ioniță.